# Hidrologia estatística
Hidrologia estatística é a disciplina que utiliza conceitos de estatística na resolução de problemas de hidrologia. Devido ao grande número de váriáveis que podem influenciar fenômenos hidrológicos como precipitações, vazões e evaporação, a formulação destes fenômenos apenas através da física se torna bastante trabalhosa e pouco prática. Desta maneira, a estatística se constitui numa ferramenta valiosa para o estudo da hidrologia, permitindo correlacionar diretamente causas e efeitos de interesse, como chuva - vazão, vazão - sedimento transportado por um rio.
A hidrologia estatística, juntamente com a hidrologia determinística constitui a base da aplicação da ciência da hidrologia em campos de engenharia, em especial da engenharia hidráulica e da engenharia sanitária.